# Medicina islámica

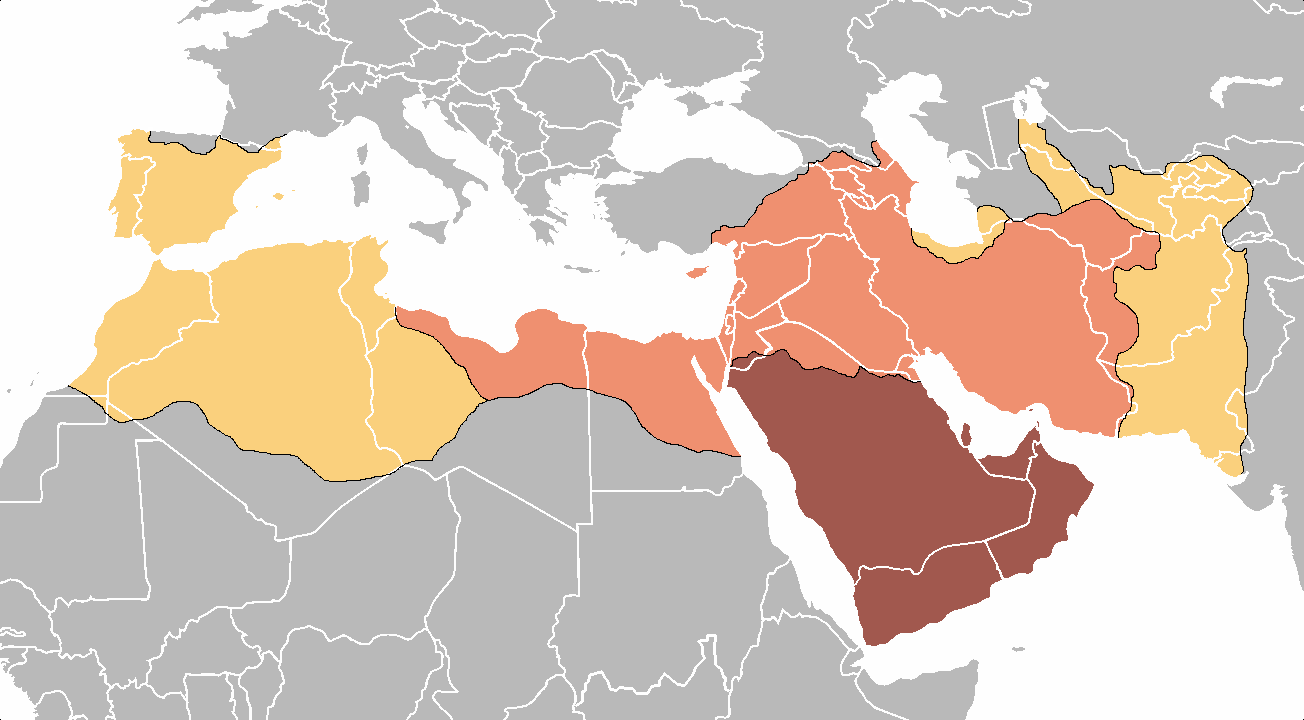
Expansión bajo Mohammed,622-632
Expansión durante el Califato de los Patriarcas, 632-661
Expansión durante el Califato de los Omeyas,661-750

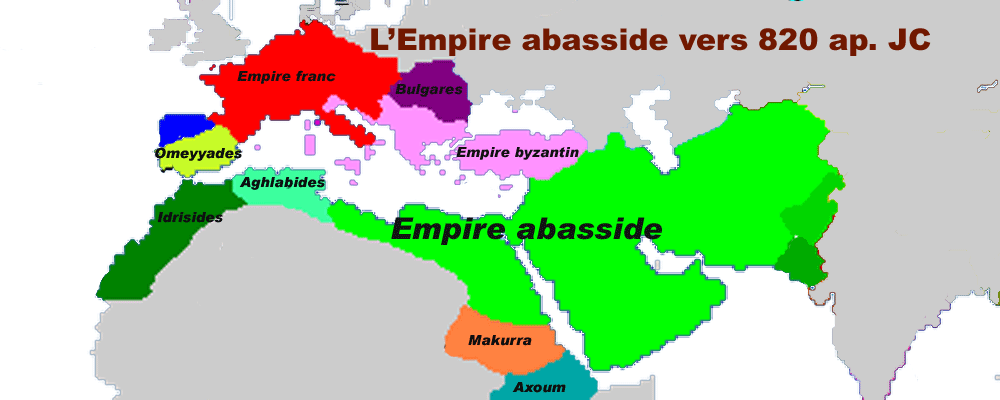
El imperio de Abbasid alrededor del año 820 CE.

En la historia de la medicina, el término medicina islámica o medicina árabe se refiere a la medicina desarrollada durante la edad de oro de la civilización islámica medieval y registrada en escritos en lengua árabe, la lengua franca de la civilización islámica. A pesar de lo que puedan sugerir estos dos términos coloquiales, un gran número de científicos de este período no son árabes. Algunos consideran el término «árabe-islámico» como históricamente inexacto, argumentando que esta frase no refleja la riqueza y la diversidad de los eruditos orientales que han contribuido al desarrollo de la ciencia islámica en este momento. Las traducciones al latín del siglo XII de obras médicas escritas en árabe han tenido una influencia significativa en el desarrollo de la medicina moderna.
Los médicos musulmanes hicieron significativas contribuciones a la medicina, incluyendo la anatomía, medicina experimental, oftalmología, patología, ciencias farmacéuticas, fisiología, cirugía, etc. Además, crearon algunos de los primeros hospitales, la primera escuela de medicina y los primeros hospitales psiquiátricos. En el siglo IX, Al-Kindi escribió De Gradibus, en el que demostraba la utilidad de aplicar la cuantificación y las matemáticas a la medicina y la farmacología. Utilidades como la escala para cuantificar la potencia de las drogas y la determinación a priori de los días más críticos en la enfermedad de un paciente. Al-Razi descubrió el sarampión y la viruela, y en sus Dudas sobre Galeno, demostró que la teoría sobre los humores del autor clásico era falsa.
Abulcasis ayudó a establecer los fundamentos de la moderna cirugía en su obra magna Kitab al-Tasrif, en la que describe numerosos instrumentos quirúrgicos inventados por él mismo, incluyendo el primer instrumento diseñado únicamente para las mujeres, así como el uso quirúrgico de instrumentos como el catgut (hilo quirúrgico fabricado a base de tripa de animal), los fórceps, el ligado de arterias, la aguja quirúrgica, el escalpelo, el curette, el retractor, la cucharilla quirúrgica, las sondas, ganchos, varillas, espéculos y la sierra para huesos. Alhacén hizo importantísimos avances en la cirugía ocular, explicando correctamente el proceso de la visión y la percepción visual por vez primera en su Tratado de óptica.
Avicena contribuyó a sentar las bases de la medicina moderna, gracias a su Canon de Medicina, en el que introdujo la experimentación y la cuantificación sistemática aplicada a la fisiología humana, describió por primera vez las enfermedades contagiosas, introdujo la cuarentena como método de evitar el contagio, introdujo la medicina experimental, la medicina basada en evidencias, los ensayos clínicos, los controles médicos aleatorios, las pruebas de eficacia y la farmacología clínica, las primeras descripciones de las bacterias y organismos víricos, la diferenciación entre la mediastinitis y la pleuresía, la naturaleza contagiosa de la tisis y la tuberculosis, la distribución de las enfermedades a través del agua y el suelo, las enfermedades cutáneas, las enfermedades de transmisión sexual, las perversiones, las enfermedades del sistema nervioso, el uso del hielo para tratar la fiebre y la separación entre la medicina y la farmacología.
Abu Marwan ibn Zuhr (Avenzoar) fue el primer cirujano experimental conocido. En el siglo XII fue el responsable de introducir el método experimental en la cirugía. También fue el primero en utilizar animales para experimentar los procedimientos quirúrgicos antes de aplicarlos en pacientes humanos. Avenzoar realizó las primeras disecciones y autopsias post mortem de personas y animales.

## Generalidades
Las escrituras médicas de la edad de oro de la  civilización islámica han sido influenciadas por varios sistemas médicos, incluido el de la medicina tradicional de Arabia de la época de Muhammad, el de la medicina en la Antigua Grecia y el de la antigua Grecia, por la medicina griega, la  medicina ayurvédica de la  India antigua y la  medicina iraní antigua de la «Academia Gundishapur» .

### Hospitales y Universidades
Los hospitales árabes eran instituciones donde los enfermos fueron recibidos y apoyados por personal cualificado y que distinguió claramente los antiguos templos de curación o «templos del sueño» —llamados «Asklepieions» en la Grecia antigua en honor de Asclepio el dios griego de la medicina—, hospicios, asilos, lazaretos, leproserías que fueron diseñados más para aislar a los enfermos y dementes sociedad «en lugar de ofrecer esperanza para una cura real». Posteriormente, los bimaristán funcionaron como los primeros hospitales públicos, los primeros hospitales psiquiátricos así como las facultades de medicina y las universidades que otorgan diplomas..
En el mundo islámico medieval se construyeron hospitales en todas las ciudades principales. En El Cairo, por ejemplo, el «Hospital Qalawun» podía proporcionar atención a 8000 pacientes así como asistencia del personal que incluía médicos, farmacéuticos y enfermeras. También había acceso a una clínica y los médicos tenían instalaciones de investigación que los llevaron a descubrir la naturaleza contagiosa de ciertas enfermedades y a realizar trabajos sobre óptica y mecanismos de visión. Los médicos musulmanes operaron cataratas con agujas huecas más de 1000 años antes de que los doctores occidentales se atrevieran a intentar tal intervención, precedidos por Galeno. Los hospitales se han construido no solo para personas con enfermedades físicas sino también para enfermos mentales. Uno de los primeros hospitales psiquiátricos para cuidar a los enfermos mentales fue construido en El Cairo. Los hospitales que se abrirán más tarde en Europa en el momento de las Cruzadas fueron inspirados por hospitales de Medio Oriente. En París, el «hospital de los Trescientos» fue fundada por  Luis IX, cuando volvía de la Séptima Cruzada entre 1254 y 1260.
Los hospitales del mundo islámico estuvieron siempre delante en el campo de la evaluación de los médicos y las competencias de las enfermeras, así como en la verificación de la pureza de los medicamentos y la mejora de los procedimientos quirúrgicos. Los hospitales también fueron creados con cuartos separados para ciertas enfermedades específicas para que las personas que llevan una enfermedad contagiosa pueden ser aislados de otros pacientes.
Una de las características de los hospitales medievales musulmanes que los distinguía de sus predecesores y equivalentes contemporáneos era el respeto mucho más avanzado de la ética médica. Los hospitales en el mundo islámico trataban a pacientes de todas las religiones, etnias y antecedentes y solían emplear personal cristiano, judío y de otras minorías. Los médicos musulmanes tenían que cumplir con sus pacientes, independientemente de su riqueza o condición social. Las normas éticas de los médicos musulmanes se fijaron a principios del siglo IX por Ishaq bin Ali Rahawi que escribió el libro «Adab al-Tabib» —Deontología médica—, el primer tratado sobre ética médica. Consideraba a los médicos como «guardianes de las almas y los cuerpos» y escribió veinte capítulos sobre diversos temas relacionados con la ética médica.
Otra característica única de los hospitales musulmanes medievales fue el papel del personal femenino que rara vez había trabajado en templos curativos durante la antigüedad o la Edad Media en otras partes del mundo. Los hospitales musulmanes medievales empleaban comúnmente personal de enfermería femenino, incluyendo enfermeras de lugares tan lejanos como Sudán, que mostró una gran tolerancia. También fueron los primeros en utilizar las mujeres médicos, siendo el caso más famoso el de dos mujeres médicos de la familia de Ibn Zuhr a los que sirvió  Yusuf Yaqub al-Mansur bajo la ley de los Almohades en el siglo XII. Más adelante en el siglo XV, las mujeres cirujanos fueron mencionadas por primera vez en el «Cerrahiyyetu'l-Haniyye» —Cirugía Imperial— de Şerafeddin Sabuncuoğlu.

### Enciclopedias

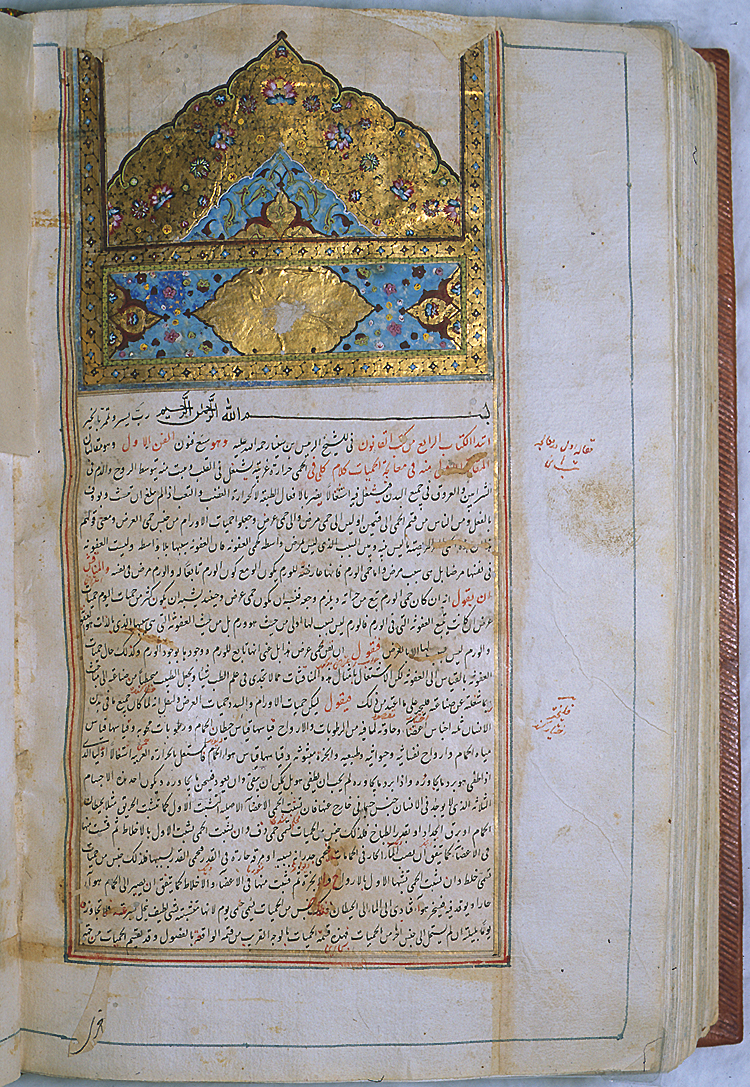
Texto médico islámico.

La primera enciclopedia de la medicina en árabe era el al-Hikmah Firdous —Paraíso de la sabiduría— de Ali Ibn Sahl al-Rabán Tabariî, escrito en siete partes en el año 860. Fue el primer libro para aplicar a la pediatría y desarrollo infantil, así como psicología y psicoterapia. En los campos de la medicina y la psicoterapia, este trabajo ha sido influenciado principalmente por el pensamiento islámico y los médicos en la India antigua como Sushruta y Charaka. A diferencia de los médicos anteriores, At-Tabarî hizo hincapié en la existencia de fuertes vínculos entre psicología y medicina, así como la necesidad de psicoterapia y apoyo psicológico en el manejo terapéutico de los pacientes..
Abu Bakr Al-Razi conocido como Al-Razi escribió el «Tratado de Medicina» en el siglo IX. Este tratado es el más conocido de todos sus trabajos. Rhazes había registrado los casos clínicos encontrados durante su experiencia personal y la información muy útil sobre diversas enfermedades. El Tratado de Medicina, con su descripción del sarampión, la varicela y la viruela, tuvo una gran influencia en Europa.
El Kamil Kitab as-sina'a à tibbiyya —Libro de la Royal Medical Art— de Ali ibn Abbas al-Majûsiî (Haly Abbas) en 980, es más conocido como el Kitab al-Maliki —Royal Book ", en latín, Liber regalis— en honor a su patrón real Adûd Ad-Dawla. En veinte capítulos, diez de teoría y diez de práctica, fue más sistemática y concisa que el Hawi Razi, pero más conveniente que el Canon de Avicena, por lo que ha sido sustituido. Con muchas interpolaciones y sustituciones, sirvió de base para «Pantegni» de Constantino el Africano (hacia 1087), el texto fundador de la «Schola Medica Salernitana» de Salerno.
Abū ’l Qāsim Khalaf ibn ‘Abbās al-Zahrāwī, Abulcasis, considerado el padre de la cirugía moderna, jugó un papel decisivo al tomar la cirugía como una disciplina médica en su Kitab al-Tasrif The Practice, una enciclopedia médica 30 volúmenes publicados en el año 1000 que luego se tradujeron al latín y se usaron en las escuelas de medicina europeas durante siglos. Inventó muchos instrumentos quirúrgicos que describe en su Al-Tasrif.
Avicena (Ibn Sina), filósofo y médico «hanbalisme» y «motazilisme» de principios del siglo XI, es otra figura prominente. Es considerado el padre de la medicina moderna, y uno de los mejores pensadores e investigadores médicos de la historia. Su enciclopedia médica, el Canon de la medicina (hacia 1020), siguió siendo un manual de referencia en Europa durante siglos hasta que la tradición musulmana fue reemplazada por la medicina científica. También escribió «El libro de sanar el alma» que es, de hecho, una enciclopedia más general de ciencia y filosofía, se converirtió en otro libro de texto de buena reputación en Europa. Entre otras cosas, las contribuciones de Avicena a la medicina incluyen la introducción sistemática de expérimentación y cuantificación en el estudio de la fisiología, el descubrimiento de la naturaleza contagiosa de las enfermedades infecciosas, la introducción de la cuarentena para limitar la propagación de enfermedades contagiosas, la introducción de la medicina experimental, la medicina basada en la evidencia, los ensayos clínicos, ensayos controlados aleatorios, pruebas de eficacia, farmacología clínica, análisis de factores de riesgo y el concepto de síndrome en el diagnóstico de enfermedades específicas, las primeras descripciones de bacterias, de los virus y organismos, la distinción entre la mediastinitis y la pleuresía, la naturaleza contagiosa de consumo, la tuberculosis, la transmisión de la enfermedad a través de la agua y del suelo y la primera descripción detallada de las enfermedades de la piel, de enfermedades de transmisión sexual, las torceduras y las enfermedades del sistema nervioso, así como el uso de hielo para tratar fiebre y la separación de la medicina de la farmacología, que era importante para el desarrollo de las ciencias farmacéuticas
El Kitab-al-Saidala, el Libro de la Farmacopea de Al-Biruri es una vasta enciclopedia médica que sintetiza la medicina islámica y la medicina india. Sus investigaciones médicas incluyen una de las primeras descripciones de los gemelos siameses. Ibn al-Thahabi fue famoso por escribir la primera enciclopedia alfabética de la medicina.
Ibn Nafis (1213-1288) escribió As-Shâmil fīt-Tibb ,«El libro completo de la medicina», una voluminosa obra que originalmente debía incluir 300 volúmenes, pero solo pudo completar 80 volúmenes antes de su muerte en 1288. Sin embargo, incluso incompleto, este libro es una de las enciclopedias médicas más grandes conocidas en la historia, pero solo una pequeña parte de la Enciclopedia Médica ha sobrevivido. Después de su desaparición, la Enciclopedia Médica finalmente reemplazó a El canon de medicina de Ibn Sina o Avicena, como una autoridad médica líder en la edad de oro del mundo islámico medieval. Los biógrafos árabes del siglo XIII consideraban a Ibn Nafis como el más grande médico de la historia, algunos refiriéndose a él como el «segundo Ibn Sina», y otros lo ven, incluso, como más importante Ibn Sina..
La última gran enciclopedia médica del mundo islámico fue el atlas quirúrgico Cerrahiyyetu'l-Haniyye, la «Cirugía Imperial» de Şerafeddin Sabuncuoğlu, médico medieval otomano. Aunque su trabajo se basa principalmente en Abū ’l Qāsim Khalaf ibn ‘Abbās al-Zahrāwī, también introdujo muchas innovaciones personales.

### Herencia
George Sarton , el padre de la Historia de la Ciencia, escribió en su «Introducción a la Historia de la Ciencia»:

Gracias a su investigación médica, no solo han ampliado los horizontes de la medicina, sino que han ampliado los conceptos humanísticos en general. [...] Por lo tanto, no puede ser una coincidencia que esta investigación inevitablemente los llevaría más allá de lo que estaba al alcance de los maestros griegos. Si consideramos simbólico que el éxito más espectacular de mediados del siglo XX es la fisión atómica y la bomba nuclear, no parece accidental que el esfuerzo médico de los primeros musulmanes pudiera conducir a un descubrimiento tan revolucionario pero tal vez más beneficioso.
George Sarton.

## Método científico
Los médicos musulmanes utilizaron el método científico en el campo de la medicina, incluyendo la experimentación, la investigación médica, la medicina basada en la evidencia, los ensayos clínicos, la disección, los experimentos con animales, el experimento humano y post mortem (autopsia) por los médicos musulmanes, mientras que los hospitales en el mundo islámico inventó los primeros ensayos clínicos, estuvo pendiente de la pureza de los medicamentos y practicó la evaluación de las habilidades de los médicos.

### Método experimental
En el siglo X, Razi (Rhazes) introdujo el control científico y la observación clínica en el campo de la medicina y rechazó varias teorías médicas de Galeno no verificadas por la experimentación. Los experimentos médicos más antiguos conocidos se llevaron a cabo por Razi para encontrar el lugar más higiénico para construir un hospital. Se colgó trozos de carne en toda la ciudad de Bagdad en el siglo X y enumeró donde la carne se descomponía con la menor rapidez y allí fue donde construyó el hospital. En sus tratados sobre medicina, Razi reportó casos clínicos de su propia experiencia y observaciones muy útiles sobre diversas enfermedades. En Dudas sobre Galeno, Razi también fue el primero en demostrar, a partir de los datos de un experimento, que la  teoría de los humores de Galeno y la teoría de los cuatro elementos de Aristóteles eran falsas. También introdujo el examen sobre análisis de orina y de heces..
Avicena (Ibn Sina) es considerado el padre de la medicina moderna, por la introducción sistemática de la experimentación y la cuantificación en el estudio de la fisiología, la introducción de la investigación médica, de los ensayos clínicos, análisis de los factores de riesgo y el concepto de síndrome de diagnosticar enfermedades específicas en su enciclopedia médica, el Canon de medicina (cerca 1025), y también fue el primer libro sobre la medicina basada en la evidencia y ensayos clínicos aleatorios y en ensayos de eficacia..
Según Toby Huff y AC Crombie, el Canon contiene un conjunto de reglas que sentaron las bases para el uso experimental y la prueba de medicamentos, que es una guía práctica para la experimentación en el proceso de Descubre y demuestra la eficacia de los nuevos medicamentos. Avicena se centró en las pruebas de medicamentos y sentó las bases para un enfoque experimental de la farmacología. El Canon también describe las reglas y principios para probar la efectividad de nuevos medicamentos, que aún forma la base de la Farmacología clínica y de los Ensayos clínicos modernos:
1. El medicamento debe estar libre de contaminación extraña accidental.
2. Deben usarse en una sola enfermedad y no en una combinación de varias enfermedades.
3. Los medicamentos deben probarse con dos tipos de enfermedades contrarias, porque a veces un medicamento cura una enfermedad por sus cualidades intrínsecas y, a veces, por pura casualidad.
4. La calidad de la medicina debe coincidir con la fuerza de la enfermedad. Por ejemplo, algunos medicamentos actúan con el calor mientras que algunas enfermedades se caracterizan por la frialdad, por lo que estos no tienen efecto sobre ellas.
5. El tiempo de acción debe ser observado, para no confundir la acción propia del medicamento y un efecto accidental.
6. El efecto esperado de la droga debe ocurrir constantemente o en muchos casos porque de lo contrario se debe considerar como un efecto accidental.
7. La experimentación debe llevarse a cabo en el hombre, si se experimenta un medicamento en un león o un caballo no se puede extraer de esta prueba ninguna conclusión de que sea eficaz o no en cuanto a su efecto sobre el hombre.

Uno de los primeros médicos conocidos por haber realizado una disección del hombre y de un examen post mortem del cuerpo —autopsia— para experimentos médicos fue Ibn Zuhr (Avenzoar), que introdujo el método experimental en cirugía Por razón es considerado el padre de la cirugía experimental En ese momento buen número de practicantes fueron también pioneros de la disección y la autopsia como Ibn Tufail, al-Shayzari, médico de Saladino, Ibn Jumay, Abd-al-Latif e Ibn al-Nafis.
El método experimental fue introducido en la botánica, en el campo de la medicina y en la agricultura en el siglo XIII por árabes y botánico andaluz Abu al-Abbás al-Nabati, profesor de Ibn al-Baitar. An-Nabati introdujo métodos de prueba empírica, ha descrito e identificado muchas sustancias que se utilizan en el campo médico y lo hace para resolver los efectos no auditados y los que han sido demostrada por estudios y observaciones.

### Comité de lectura
La primera descripción de un tratamiento precursor de lo que más tarde se llamó una Revisión por pares figura en Las ética del médico, obra de bin Ishaq, Ali al-Rahwi (854-931) de Al Raha en Siria donde se describe el primer comité de revisión por pares. Su trabajo, así como los libros de texto médicos árabes posteriores, prescribiendo que un médico que examina a un paciente siempre debe escribir una nota por duplicsdo sobre el estado de salud del paciente, actualizada en cada visita. Cuando el paciente se cura o muere, las notas del médico deberán ser revisadas por un consejo médico local compuesto por otros médicos que están haciendo una revisión de la práctica del médico que escribió estas notas para determinar si sus recetas cumplen con las reglas de atención médica. Si estos resultados fueran negativos, el médico practicante podría tener un juicio incoado por un paciente por un tratamiento inadecuado.

## Anatomía y Fisiología

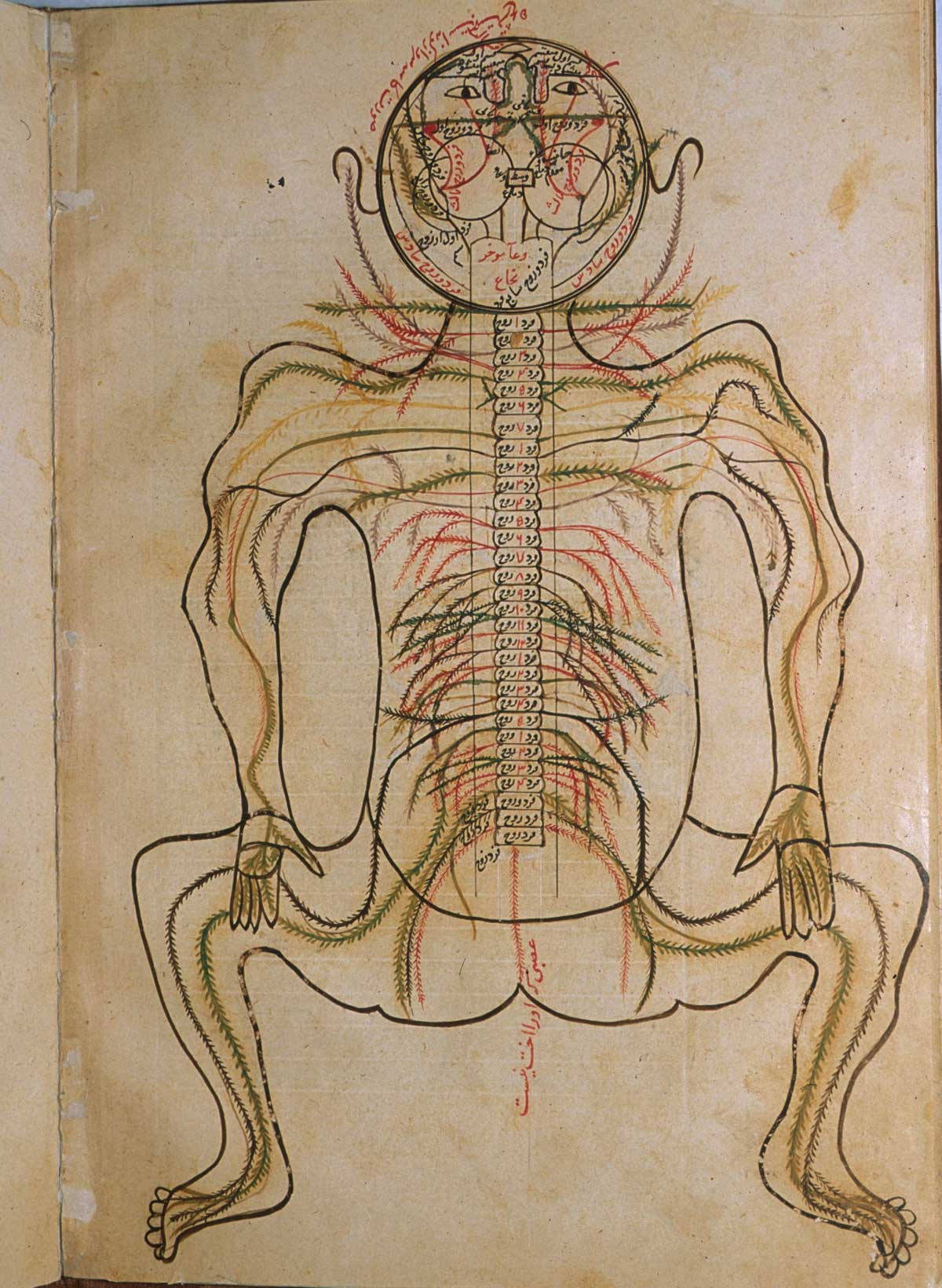
Mansur ibn Ilyas: Tashrī-i badan-i insān. تشريح بدن انسان. Manuscrito, ca. 1450, Biblioteca Nacional de Medicina de EE. UU.

En la anatomía y la fisiología, el primer médico que refutó la Teoría de los cuatro humores de Galeno fue [[Muhammad ibn Zakariya Razi| Al-Razi) en sus Dudas sobre Galeno en el siglo X. Criticó la teoría de Galeno de que había cuatro «humores» (sustancias líquidas) en el cuerpo, cuyo equilibrio era la clave para la salud y la temperatura natural del cuerpo. Razi fue el primero en probar que esta teoría era incorrecta usando un método experimental. Realizó un experimento que interrumpió este sistema al introducir en el cuerpo un fluido a una temperatura diferente a la del cuerpo, causando un aumento o disminución de la temperatura corporal que se aproximaba a la temperatura de este fluido. Razi señaló en particular que una bebida caliente calentaba el cuerpo a un nivel mucho más alto que la temperatura natural, por lo que la bebida desencadenaba una respuesta del cuerpo, más alta de lo que era la única transferencia de calor o frío hacia el cuerpo. Esta crítica fue la primera refutación experimental de la teoría del estado de ánimo de Galeno y la teoría de los Cuatro Elementos de Aristóteles en la que se basó. En los experimentos  alquímicos Razi sugirió la existencia de otras cualidades de la materia, tales como «carácter aceitoso [o] agrio», o su inflamabilidad y la salinidad que no se explica fácilmente por la tradicional división en cuatro elementos como fuego, agua, tierra y aire.

### Anatomía y fisiología experimental
Las contribuciones de Avicena a la  fisiología incluyen la introducción sistemática de la experimentación y la cuantificación en el estudio de la fisiología en El canon de medicina. Según la contribución de Ibn al-Haytham (Alhazen), la anatomía y la fisiología son la explicación correcta sobre todo del proceso de la visión y la percepción visual por primera vez en su libro de Óptica, publicado en 1021. Otras innovaciones introducidas por los médicos musulmanes en el campo de la fisiología en ese momento fueron el uso del experimento animal y disección del cuerpo humano.
Avenzoar (1091-1161) fue uno de los primeros médicos conocidos para haber realizado disecciones y autopsias en humanos. Demostró que una enfermedad de la piel, la sarna, era causada por un parásito, un descubrimiento que alteraró la teoría del estado de ánimo defendida por Hipócrates y Galeno. La eliminación del cuerpo del paciente del parásito no implicó la purga de sangrado u otro tratamiento asociado tradicionalmente con la teoría de los cuatro humores..
En el [siglo XII]][52]
Las contribuciones de Avicena a la  fisiología incluyen la introducción sistemática de la experimentación y la cuantificación en el estudio de la fisiología en El canon de medicina.�a en El canon de medicina. Según la contribución de Ibn al-Haytham (Alhazen), la anatomía y la fisiología son la explicación correcta sobre todo del proceso de la visión y la percepción visual por primera vez en su libro de Óptica, publicado en 1021.021. Otras innovaciones introducidas por los médicos musulmanes en el campo de la fisiología en ese momento fueron el uso del experimento animal y disección del cuerpo humano.
Avenzoar (1091-1161) fue uno de los primeros médicos conocidos para haber realizado disecciones y autopsias en humanos. Demostró que una enfermedad de la piel, la sarna, era causada por un parásito, un descubrimiento que alteraró la teoría del ía del estado de ánimo defendida por Hipócrates y Galeno. La eliminación del cuerpo del paciente del parásito no implicó la purga de sangrado u otro tratamiento asociado tradicionalmente con la teoría de los cuatro humores..umores..
En el [siglo XII[33]
Las contribuciones de Avicena a la  fisiología incluyen la introducción sistemática de la experimentación y la cuantificación en el estudio de la fisiología en El canon de medicina.�a en El canon de medicina. Según la contribución de Ibn al-Haytham (Alhazen), la anatomía y la fisiología son la explicación correcta sobre todo del proceso de la visión y la percepción visual por primera vez en su libro de Óptica, publicado en 1021.021. Otras innovaciones introducidas por los médicos musulmanes en el campo de la fisiología en ese momento fueron el uso del experimento animal y disección del cuerpo humano.
Avenzoar (1091-1161) fue uno de los primeros médicos conocidos para haber realizado disecciones y autopsias en humanos. Demostró que una enfermedad de la piel, la sarna, era causada por un parásito, un descubrimiento que alteraró la teoría del ía del estado de ánimo defendida por Hipócrates y Galeno. La eliminación del cuerpo del paciente del parásito no implicó la purga de sangrado u otro tratamiento asociado tradicionalmente con la teoría de los cuatro humores..umores..
En el [siglo XII los médicos de Saladino al-Shayzari e Ibn Jumay también fueron los primeros en realizar la disección del cuerpo humano y pidieron explícitamente que otros médicos hicieran lo mismo. Durante una hambruna en Egipto en 1200, Abd-al-Latif observó y examinó un gran número de esqueletos y descubrió que Galeno había hecho conclusiones erróneas acerca de la anatomía de los huesos de la mandíbula inferior y el  sacro. .

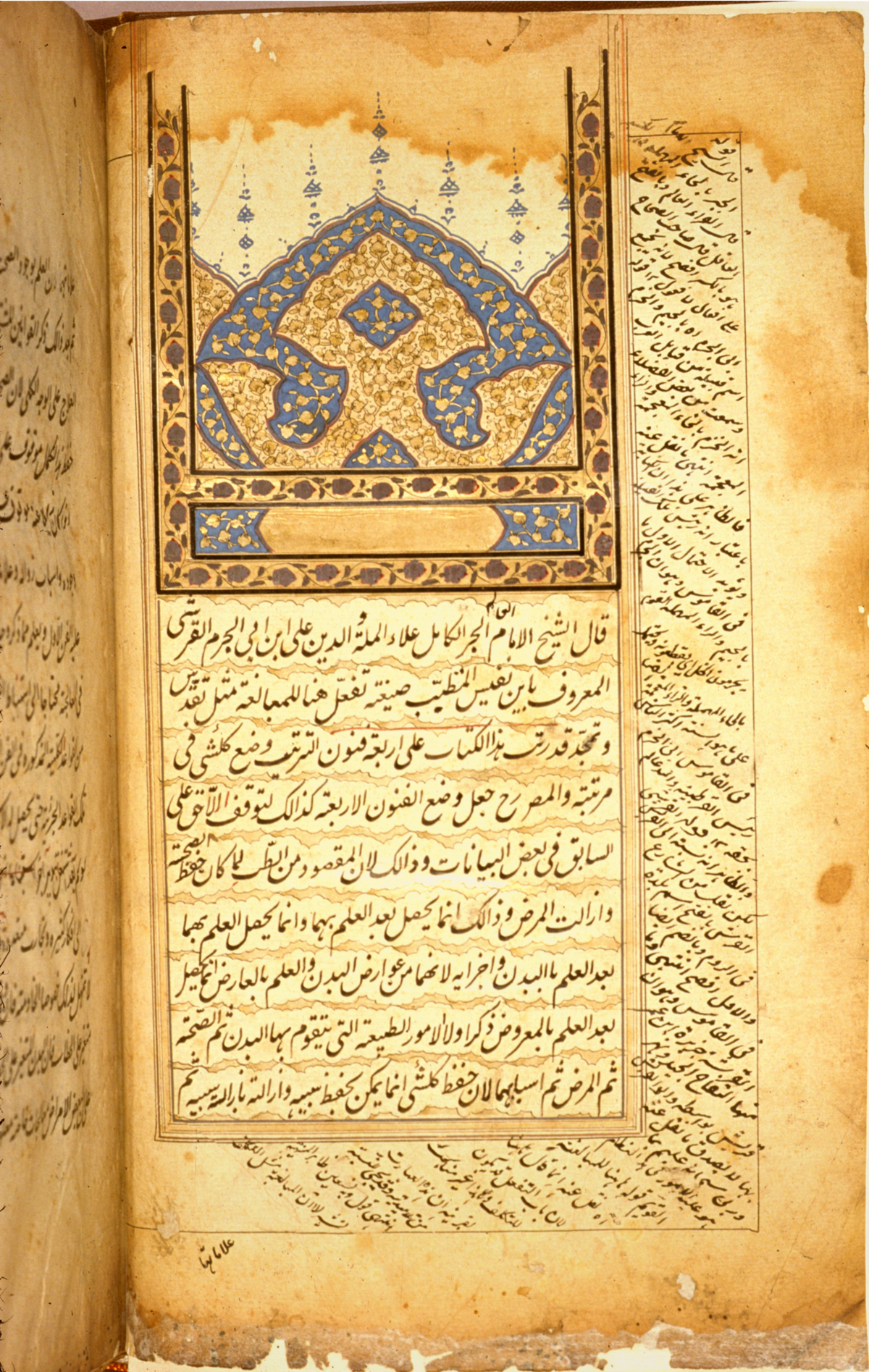
Portada de un trabajo médico de Ibn al-Nafis, el padre de la fisiología circulatoria. Es probablemente una copia hecha en la India durante el o

### Anatomía y fisiología cardiovascular
Ibn Nafis, el padre de la «fisiología circulatoria», se encuentra entre los otros precursores de disección humana. En 1242, fue el primero en describir la circulación pulmonar, las arterias coronarias y la circulación capilar que forman la base del sistema circulatorio descubrimiento por el que es considerado uno de los mejores fisiólogos de la historia. Las primeras descripciones europeas de la circulación pulmonar se hicieron solo varios siglos después, con Michel Serveten 1553 y William Harvey en 1628. Ibn al-Nafis también describió el primer concepto del metabolismo y desarrolló nuevos sistemas nafisianos de anatomía, fisiología y psicología para reemplazar las doctrinas de Avicena y Galeno, después de haber desacreditado muchas de sus teorías erróneas sobre los cuatro estados de ánimo, el ritmo cardíaco, los huesos, los músculos, los intestinos, el sistema sensorial, los conductos biliares, el esófago, el estómago y la anatomía de casi todas las otras partes del cuerpo humano..
El médico árabe Ibn al-Lubudi (1210-1267), también de Damasco, escribió la Recopilación de las discusiones sobre cincuenta preguntas psicológicas y médicas, en el que rechaza la teoría de los cuatro estados de ánimo defendida por Galeno e Hipócrates, descubrió que la preservación del cuerpo depende exclusivamente de la sangre y rechazó la idea de Galeno que las mujeres pueden producir la semilla y también encontró que la pulsación de las arterias no depende de los latidos del corazón, el corazón es el primer órgano en formarse en el cuerpo del feto, y no el cerebro como pensaba Hipócrates, y que los huesos que forman el cráneo pueden formar tumores. En los casos de fiebre alta, aconseja a un paciente no salir del hospital..
En el siglo XV, el al-Badan Tashrih —anatomía del cuerpo— escrito por Mansur Ibn Ilyas contenía representaciones de diagramas de la estructura general del cuerpo, del sistema nervioso y del sistema circulatorio..

### Pulso y presión arterial
Los médicos musulmanes fueron pioneros en el estudio del ritmo cardíaco. En la antigüedad, Galeno y los practicantes de la medicina tradicional china han creído erróneamente que había un solo tipo de ritmo cardíaco para cada órgano del cuerpo y para cada enfermedad. Galeno también pensó erróneamente que cada parte de una arteria late al mismo tiempo y que la percepción de un impulso se debía a movimientos naturales tales como arterias dilatadas y contraídas naturalmente, en oposición a las pulsaciones forzadas en las que el corazón causa dilatación y contracción de las arterias. La primera explicación correcta de las pulsaciones fue dada por los doctores musulmanes.
Avicenna fue un pionero en el estudio del pulso después de refinar la teoría del impulso de Galeno y descubrió lo que sigue en El canon de medicina:

Cada latido del pulso consiste en dos movimientos y dos descansos. Las diferentes fases se suceden de la siguiente manera: expansión, pausa, contracción, pausa. [...] El pulso es un movimiento en el corazón y las arterias ... que toma la forma de una alternancia de dilatación y contracción.
- Avicenna,

Avicenna es también un pionero en la concepción moderna de la toma de pulsos gracias a la palpación de la muñeca que todavía se practica en los tiempos modernos. Sus razones para elegir la muñeca como el lugar ideal es porque es de fácil acceso y el paciente no necesita exponer su cuerpo, lo que puede ser un problema para él o ella. La traducción latina de su Canon también sentó las bases para la posterior invención del esfigmógrafo que fue el precursor del actual  tensiómetro.
Ibn al-Nafis, en su comentario sobre la anatomía descrita en el Canon de Avicena, rechazó por completo la teoría  galénica de la pulsación después de su descubrimiento de la circulación pulmonar. Desarrolló una «teoría nafisiana» de la pulsación, después de descubrir que la pulsación es el resultado natural de dos movimientos, que es un movimiento forzado y que el movimiento forzado corresponde a la contracción de las arterias causada por la dilatación del corazón y el movimiento natural es la dilatación de las arterias. Señaló que las arterias y el corazón no se dilatan y contraen al mismo tiempo, sino que uno se contrae, mientras que el otro se expande y viceversa. También reconoció que el objetivo del impulso es fomentar el riego del resto del cuerpo con la sangre del corazón. Ibn al-Nafis resumió brevemente su nueva teoría de la pulsación de la siguiente manera:

El objetivo principal de la dilatación y contracción del corazón es absorber el aire fresco y expulsar los desechos de la mente y el aire caliente cuando el ventrículo del corazón se dilata. Sin embargo, cuando se expande, no es posible que absorba el aire hasta que esté lleno, ya que arruinaría el temperamento de la mente, en su sustancia y textura, así como también el temperamento del corazón. Por lo tanto, el corazón se ve forzado a llenarse completamente por la absorción de la mente.
- Ibn Nafis,

## Epidemiología, etiología, patología
En el campo de la etiología y la epidemiología, médicos musulmanes son responsables del descubrimiento de las enfermedades infecciosas y el sistema inmunitario, el progreso de la patología y los primeros suposiciones acerca de la bacteriología y microbiología. Su descubrimiento de enfermedades contagiosas en particular, se considera revolucionario y sigue siendo uno de los descubrimientos más importantes de la medicina. Se pueden rastrear las primeras ideas sobre el contagio a varios hadices atribuidos a Mohammed en el siglo VII que hablan que la naturaleza contagiosa de la lepra, la picazón y enfermedades de transmisión sexual. La consecuencia de estas primeras ideas sobre el contagio es una actitud generalmente favorable de los médicos musulmanes hacia los leprosos, que a menudo se consideran negativos en otras sociedades antiguas y medievales, que se pueden encontrar en un hadiz atribuido a Mahoma y realizado siguiendo el consejo dado en el Corán:
No hay falta de ceguera, no hay falta de culpa y no hay falta de culpabilidad.
Este hecho condujo a la teoría de las enfermedades contagiosas que fue bien entendida por Avicena en el siglo XI. En ese momento, el riesgo de contagio se tuvo muy en cuenta y, como resultado, los hospitales se crearon con salas separadas para ciertas enfermedades específicas de modo que las personas con enfermedades contagiosas pudieran quedarse en casa, lejos de otros pacientes libres de infección y hospitalizados por otra patología. En el Canon of Medicine (1020), Avicenna descubrió la naturaleza contagiosa de ciertas enfermedades infecciosas como la tisis ( tuberculosis ), la transmisión de enfermedades por el agua y suelo y bien entendida la naturaleza contagiosa de las enfermedades de transmisión sexual. En epidemiología, introdujo el método de cuarentena como un medio de limitar la propagación de enfermedades contagiosas 18 e introduce el método de análisis de factores de riesgo y el concepto de síndrome para el diagnóstico de ciertas enfermedades.
Con el fin de encontrar el lugar más higiénico para construir un hospital, Muhammad ibn Zakariya Razi (Rhazes) llevó a cabo un experimento en el que se colgaron trozos de carne en diferentes lugares de la ciudad de Bagdad en el siglo XI y enumeró los lugares donde la carne se descompuso al menos rápidamente. Razi también lo escribió en un Tratado médico del siglo IX. El «Gran Tratado» fue el más buscado de todos sus trabajos, uno en el que Razi había observado los casos clínicos extraídos de su propia experiencia y observaciones muy útiles sobre diversas enfermedades, así como el descubrimiento del sarampión, de la viruela y la varicela. En el «Gran Tratado» también criticó los puntos de vista de Galeno después de que Razi observara muchos casos clínicos que no se ajustaban a las descripciones de las fiebres de Galeno. Por ejemplo, afirmó que las descripciones de Galeno de las enfermedades urinarias eran inexactas porque se basaban en solo tres casos, mientras que Razi había estudiado cientos de casos en los hospitales de Bagdad y Ray. El «Tratado de Medicina» , especialmente con la descripción de la viruela y la varicela, tuvo una gran influencia en Europa.
Ibn Zuhr (Avenzoar) fue el primer médico que descubrió la etiología verdaderamente científica de enfermedades inflamatorias de la oreja y el primero en articular las causas de estridor 56 . También fue el primero en dar descripciones precisas de ciertas enfermedades neurológicas como la meningitis, la tromboflebitis intracraneal y los tumores del mediastino. Averroès previó la existencia de la enfermedad de Parkinson y descubrió las propiedades de los fotorreceptores en la retina. Maimonides ha escrito sobre trastornos neuropsiquiátricos y describe la rabia y la intoxicación con  belladona.

### Alergia e Inmunología
El estudio de la alergia y la inmunología encuentra su origen en la civilización del mundo islámico. Muhammad ibn Zakarīya Rāzi (Rhazes) es responsable del descubrimiento del asma alérgica y fue el primer médico conocido por escribir artículos sobre la alergia y el sistema inmunitario. En el sentido del olfato, explica la incidencia de la rinitis después de respirar el olor de una rosa en la primavera. En el artículo titulado La razón por la cual Abu Zayd Balkhi sufre de rinitis cuando huele el aroma de las rosas en la primavera, describe la rinitis estacional, cuyo mecanismo es el mismo que el del asma alérgica. de la fiebre del heno . Ar-Razi fue el primero en comprender que la fiebre era un mecanismo de defensa natural, una forma para que el cuerpo combata la enfermedad.
La distinción entre viruela y varicela también se remonta a Ar-Razi. El procedimiento médico de la variolación se practicaba en el mundo islámico medieval para tratar la viruela. Este método fue seguido de la primera vacunación contra la viruela mediante la inoculación de una forma leve de la viruela, inventada en China y transmitida a Occidente a través de Turquía a principios del siglo XVIII.

### Hematología
En hematología , Abulcasis, cuyo nombre árabe es Abū ’l Qāsim Khalaf ibn ‘Abbās al-Zahrāwī, dio la primera descripción de la hemofilia (o, al menos, un trastorno de la coagulación) en su libro Al-Tasrif, en la que informa el caso de una familia andaluza cuya hombres murieron de hemorragia después de lesiones menores.

### Microorganismos
Los médicos musulmanes han especulado sobre la existencia de bacterias y microorganismos, si estas viejas teorías no fueron probados u observados antes de la siglo XVII, cuando las investigaciones en el campo de la microbiología han sido posibles gracias invención del microscopio. Estas primeras ideas, sin embargo, influyeron en Girolamo Fracastoro.
Avicena planteó la hipótesis de que las secreciones corporales estaban contaminadas con tierra manchada por organismos extraños putrefactos antes de que apareciera la infección.
Cuando la peste negra o la peste bubónica llegaron a al-Ándalus en el siglo XIV, Ibn Khatima emitió la hipótesis de que las enfermedades infecciosas eran causadas por pequeños organismos que entran en el cuerpo y causa la enfermedad. En el siglo XIV otro médico andaluz, Ibn al-Khatib (1313-1374), escribió un tratado llamado Sobre la peste, en el que sostenía.

La existencia de un contagio se establece por la experiencia, las investigaciones, los hechos comprobados por los sentidos y los estudios fiables. Estos hechos son un buen argumento. El hecho de la infección queda claro para el investigador que observa cómo se establece el contacto de la persona con la enfermedad, mientras que los que no están en contacto se salvan, y la forma en que se produce la transmisión a través de la ropa, barcos y pendientes de las orejas.
- Ibn al-Khatib «Sobre la peste».

### Parasitología
En parasitología , Avenzoar , a través de la disección , pudo demostrar que la sarna es causada por un parásito, un descubrimiento que alteraría la teoría del estado de ánimo defendida por Hipócrates, Galeno y Avicena. La eliminación del parásito del cuerpo del paciente no requiere ventilación a sangrado u otros tratamientos asociados tradicionalmente con la teoría de los cuatro humores.

## Odontología

### Cirugía dental
Los dentistas musulmanes han sido pioneros en odontología, incluida la cirugía dental y la odontología conservadora. El primer texto médico que describe la cirugía dental en detalle fue el Al-Tasrif de Abulcasis. Abogó por métodos detallados para garantizar la reimplantación exitosa de los dientes rotos.

### Restauración dental
En el siglo X otro dentista árabe, Abu Amed Gaafar Ibn Ibrahim Ibn Abu Halid al-Gazzar en el norte de África, describió los métodos de restauración dental en su Kitab al-Zad Musafir wa al-Hadir «Provisión para el viajero y nutrición para los sedentarios» que más tarde se tradujo al latín como Viático de Constantino el africano en Salerno. Propuso el primer tratamiento de caries dental de la siguiente forma:

Debemos purgar primero la decadencia y a continuación, los dientes se pueden llenar con la tuerca de la vesícula , de colorantes , un extracto de espino cerval , la resina de pino, la resina de cedro , de mirra , de Anacyclus pyrèthrum y miel, o fumigaciones a la raíz de colocynth .
- Abu Gaafar Amed ibn Ibrahim ibn abi Halid al-Gazzar,

Al-Gazzar también recomendó un compuesto de arsénico en sus disposiciones para llenar los huecos de dientes, así como caries dental y para la relajación de los nervios si dan como resultado un exceso de fluidos.
Avicena dedicó muchos capítulos del Canon de la medicina a la odontología, a la restauración dental en particular. Bajo la influencia de Al-Gazzar, propuso su propio tratamiento de la caries dental, que indica que el diente cariado debe estar lleno de resina, hierbas medicinales, pasta de pistacho lentisco, mirra, o  estoraque, entre otros, gallarita, el azufre amarillo, pimienta, alcanfor y medicamentos para el dolor, como el arsénico o leche lobo. Además declaró que el arsénico hervido en aceite se debe introducir en la cavidad de la caries.
Avicenna y al-Gazzar, sin embargo, creían que la caries dental es causada por gusanos, tal como lo creían los antiguos. En 1200 se confirmó ser falso y la prueba fue proporcionada por otro médico musulmán llamado Gaubari en su libro de la Libro de las élites en la revelación de los misterios y la presentación Secretos que dedica un capítulo a la odontología. Él fue el primero en rechazar la idea de que la caries dental fueron causadas por gusanos y afirmó que ni siquiera existían gusanos en los dientes. La teoría del gusano de diente, por lo tanto, ya no fue aceptada en la comunidad médica islámica de la siglo XIII.

## Obstetricia

### Perinatología
Los médicos musulmanes han logrado muchos avances en  obstetricia, especialmente en perinatología. En la antigüedad griega y helenística, autores como Hipócrates, Galeno, Ptolomeo y Pablo de Egina creían erróneamente que las contracciones uterinas eran solo una indicación de la inminencia del parto y que el feto debería nadar posteriormente hacia la salida del útero y la vagina. En el siglo X, Ali ibn Abbas al-Majusi demostró que esta teoría era falsa cuando descubrió que las contracciones uterinas son, de hecho, la causa de la expulsión del feto.  Abu al-Qasim al-Zahrawi aconsejó a las parteras sobre el parto y las complicaciones de la obstetricia en su Al-Tasrif (1000) y ha progresado en esta área. Fue pionero en el método de  craneotomía fetal para el parto en caso de parto obstruido e introdujo los instrumentos quirúrgicos para esta operación. La casarea se ha descrito con detalle por Ferdousí en Shâhnâme (1010) y por Al-Birunien su libro Al-Athar al-Baliyah.

### Embriología
Ibn al-Nafis criticó las explicaciones aristotélicas, galénicas y avicenianas anteriores sobre  embriología y buscó desarrollar sus propias teorías sobre embriología y reproducción. Creía que cuando los hombres y las mujeres mezclaban sus semillas, creaban un nuevo material que tenía la capacidad de recibir un alma animal o humana y Dios le dio un alma a esta nueva materia que posteriormente se desarrolló para formar un embrión destinado a transformarse y más adelante se formaban los órganos. Además escribió:

Galeno cree que cada una de las dos semillas tiene la facultad activa de modelar el material y la facultad pasiva de formarse, pero la facultad activa es más fuerte en la semilla masculina, mientras que la facultad pasiva es más fuerte en la semilla femenina. Los investigadores entre los falasifa —filósofos— creen que la semilla masculina solo tiene la facultad activa, mientras que la hembra solo tiene la facultad pasiva ... En cuanto a nuestra opinión sobre esto y Dios lo conoce mejor que nosotros, ninguna de las dos semillas tiene en ella la facultad activa de modelar la vida.
- Ibn Nafis.

Además mostró que cuando el esperma del hombre y la simiente de la mujer se juntan en el útero, la simiente de la mujer atempera el calor del esperma humano por su naturaleza fría y húmeda.
El médico árabe Ibn al-Quff (1233-1305), un estudioso de Ibn al-Nafis, describió la embriología y la perinatología con más precisión en su Al-Jami:

La formación de una espuma en la primera etapa de 6 a 7 días que gradualmente se convierte en un coágulo después de 13 a 16 días y después de 28 a 30 días en un brote de carne pequeña. En 38 a 40 días, la cabeza aparece claramente separada de los hombros y las extremidades. El cerebro y el corazón seguidos por el hígado se forman antes que los otros órganos. El feto recibe el alimento de su madre para crecer y reponer la sustancia pierde ... Hay tres membranas que cubren y protegen al feto, la primera conecta las arterias y venas del feto a los vasos uterinos la madre a través del cordón umbilical. Las venas proporcionan alimento para el feto, mientras que las arterias transmiten aire. Después de siete meses, todos los órganos están completos ... Después del parto, el cordón umbilical del bebé se corta a una distancia de cuatro dedos del cuerpo y se liga con un hilo de lana. La porción de la sección se cubre con un paño humedecido con aceite de oliva envuelto en un «stypic» para evitar el sangrado ... Después del parto, el bebé es amamantado por su madre, cuya leche es la mejor para él. Luego, la partera lleva al bebé a dormir en una habitación silenciosa y oscura ... el cuidado del bebé se realiza dos o tres veces al día. Antes del cuidado, los senos de la madre deben apretarse dos o tres veces para apretar la leche del pezón.
- Ibn al-Quff,

## Ciencias Farmacéuticas
Al-Kindi fue un médico árabe del siglo IX ya que escribió muchos libros de medicina. Su trabajo más importante en este campo es De Gradibus, en el que muestra la aplicación de las matemáticas árabes a la medicina, especialmente en el campo de la farmacología. Incluye el desarrollo de una escala matemática para cuantificar el poder de los medicamentos y un sistema que permitiría a un médico determinar de antemano la mayoría de los días críticos de la enfermedad de un paciente, dependiendo de las fases de la Luna.
En su tratado sobre medicina, Razi Rhazes informa de varios casos clínicos inspirados en su propia experiencia y observaciones muy útiles sobre diversas enfermedades. El Tratado médico, con una introducción al sarampión, la viruela y la varicela, ha tenido mucha influencia en Europa. Razi también realizó un experimento para encontrar el lugar más higiénico para construir un hospital.
En el siglo X, Abu Mansur al Muvaffak mencionó los primeros métodos alquímicos para distinguir ciertos medicamentos.

### Farmacología clínica
Las contribuciones de Avicena en el campo de la farmacología y ciencias farmacéuticas en el Canon de medicina, en el año 1020, incluyen la introducción sistemática de la experimentación y la cuantificación de la farmacología y el estudio de la fisiología, la introducción de farmacología clínica, la medicina experimental de la medicina basada en la evidencia, los ensayos clínicos, los ensayos clínicos aleatorios, pruebas de la eficacia El uso experimental y los ensayos clínicos, una práctica experimentación guía específica en el proceso de descubrir nuevos productos químicos y demostrando su eficacia terapéutica y la primera descripción detallada de la enfermedad de la piel , de enfermedades de transmisión sexual, las perversiones y enfermedades del sistema nervioso, y el uso de hielo para tratar fiebres, y la separación de la medicina y la farmacología, que era importante para el desarrollo de las ciencias farmacéuticas. El Canon describe a continuación las reglas y principios para probar la efectividad de nuevas sustancias y medicamentos que aún forman la base de la farmacología clínica y los ensayos clínicos modernos:
1. El medicamento debe estar libre de contaminación accidental del exterior;
2. Debe usarse en una sola enfermedad y no en una combinación de varias enfermedades;
3. La droga debe probarse con dos tipos de enfermedades contrarias, porque a veces un medicamento cura una enfermedad por sus cualidades intrínsecas y, a veces, por pura casualidad;
4. La calidad de la medicina debe coincidir con la fuerza de la enfermedad ya que algunas drogas actúan con el calor mientras que algunas enfermedades se caracterizan por la frialdad, por lo que estas drogas no tienen efecto sobre ellas;
5. Debe observarse el tiempo de acción, para no confundir la acción propia de la droga y un efecto accidental;
6. El efecto esperado de la droga debe ocurrir constantemente o en muchos casos porque de lo contrario se debe considerar como un efecto accidental;
7. El experimento debe llevarse a cabo en el hombre; si una droga se experimenta en un león o un caballo, no se puede extraer de esta prueba ninguna conclusión en absoluto en cuanto a su efecto sobre el hombre.

### Farmacia
En el campo de la farmacia, la primera fue inaugurado por los farmacéuticos musulmanes en Bagdad en el año 754, cuando fue fundada por los médicos musulmanes.
El progreso logrado en Oriente Medio por los alquimistas musulmanes en Botánica y Química ha llevado a los médicos musulmanes a desarrollar la farmacología de manera significativa.  Muhammad ibn Zakarīya Rāzi (865-915), tomó medidas para promover el uso médico de compuestos químicos. Abu al-Qasim al-Zahrawi, más conocido como Abulcasis (936-1013) fue un pionero en la preparación de fármacos por sublimación y destilación. Su Liber servitoris es de particular interés porque proporciona al lector recetas y explica cómo preparar los simples, a partir de los cuales se agregaron compuestos de fármacos complejos que son productos generalmente utilizados como medicamentos de segunda línea. Ibn Sahl Shapur (-869) fue, sin embargo, el primer médico en escribir una farmacopea que describía una amplia variedad de medicamentos y los pasos a seguir para tratar diversas dolencias. Al-Biruni (973-1050) escribió una de las obras más valiosas islámicos sobre farmacología titulado Kitab al-Saydalah —El Libro de los Medicamentos— donde demostró un profundo conocimiento de las propiedades de los medicamentos y destacó el papel de la farmacia, así como los deberes y tareas del farmacéutico.
Avicena también ha descrito al menos 700 preparaciones, sus propiedades, su modo de acción y sus indicaciones. Dedicó un volumen completo a medicamentos simples en el Canon de Medicina. Otras obras también han tenido un gran impacto, como las de al-Maridini en Bagdad y El Cairo y las de Ibn Wafid (1008-1074), que han sido impresas en latín y reeditadas más de cincuenta veces, bajo la título Medicinis universalibus y particularibus por Juan Mesué el Joven y Medicamentis simplicibus por  Abenguefit.  Pedro de Abano (1250-1316) lo tradujo y lo agregó a la obra de al-Maridini bajo el título De Veneris. Al-Muwaffaq también fue un pionero por sus contribuciones en esta área. Vivió en el siglo X, escribió Los fundamentos de las verdaderas propiedades de los remedios; entre otros describe el trióxido de arsénico y menciona el ácido silícico. Distingue claramente entre el carbonato de sodio y carbonato de potasio, y llamó la atención sobra la naturaleza tóxica de los compuestos del cobre, incluyendo sales de cobre de ácido sulfúrico y los compuestos de plomo. También mencionó la destilación de agua de mar para agua potable.

### Medicamentos

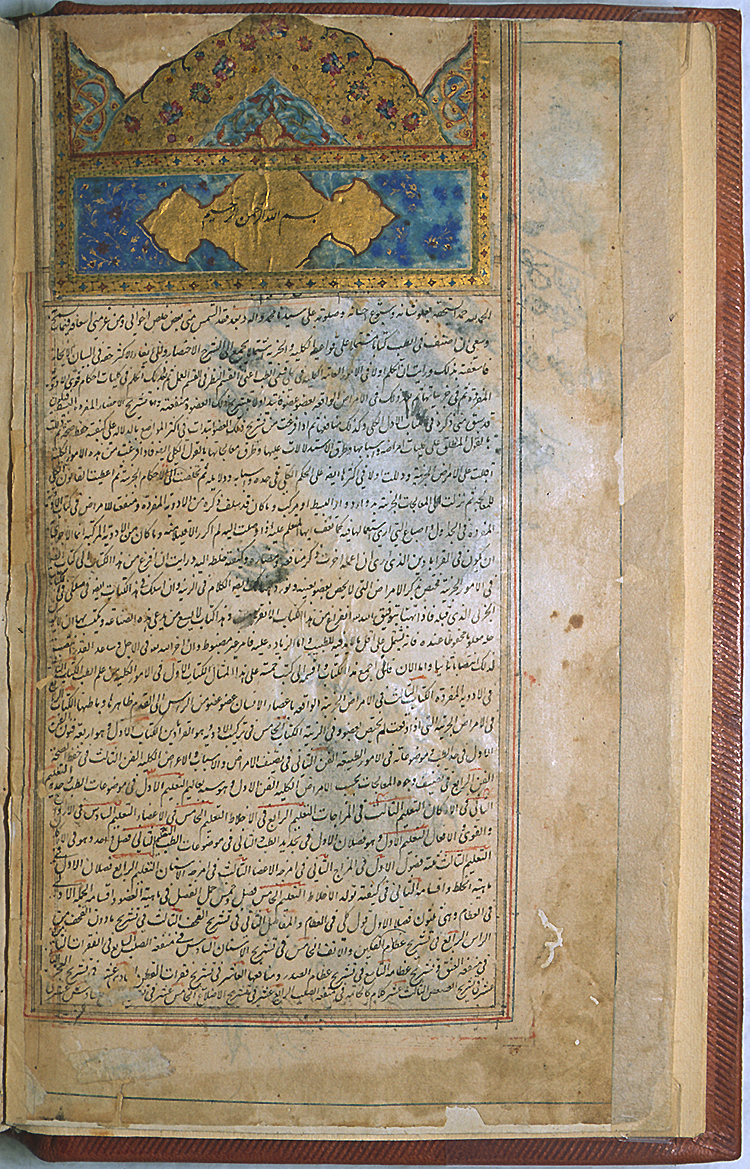
Primera página con la iluminación de una copia de la Qanun en árabe, siglo XV, NLM. NLM

Los químicos musulmanes descubrieron una gran cantidad de medicamentos como los que describe Al-Dinawari en el siglo IX, casi 634 plantas medicinales y Ibn Al-Baitar describe en el siglo XIII al menos 1400 plantas, alimentos y medicamentos.
- Ensayos clínicos: el concepto de ensayos clínicos es bastante antiguo, se ha introducido y formalizado[91] por el filósofo y médico persa ( ابن سينا ) Avicena en 1025 en su libro enciclopédico de medicina medieval كتب القا نون في الطب - Kitab Al Qanûn fi Al-Tibb o Libro de leyes médicas. Él es el padre de la medicina moderna y la farmacología.
- Antitusivo: los científicos árabes son los primeros en usar jarabe para detener la tos.
- Parasitología: Ibn Zuhr es el primero en comprender las causas de la sarna al descubrir los parásitos que la causan.
- Fitoterapia: En el «Canon de medicina» de Avicena introdujo el uso medicinal del  tejo. Menciona la planta de Zarnab y la usa como una cura para la enfermedad cardíaca. Este es el primer uso de un bloqueador de canales de calcio que solo se usará en Occidente en la década de 1960.

### Analgésico, antiemético, antipirético, diurético
Durante la  edad de oro de la civilización islámica medieval, los médicos árabes descubrieron las propiedades de los diuréticos, vomitivos, anticonvulsivos, antiinflamatorios, analgésicos (calmantes) y antipirético de cannabis medicinal, incluyendo cannabis sativa , ampliamente utilizado como medicamento entre el siglo VIII y el XVIII.

### Antisépticos
Al-Razi (siglo X) utilizó compuestos de  mercurio como antiséptico local. Desde el siglo X, los médicos y cirujanos musulmanes han practicado aplicaciones de alcohol purificado en heridas como un antiséptico. Los cirujanos de la España islámica han utilizado métodos especiales para mantener la antisepsia antes y durante la cirugía. También inventaron protocolos específicos para preservar la higiene durante el período posoperatorio. Su tasa de éxito era tan alta que llegaron dignatarios de toda Europa a Córdoba en España, para curarse en lo que fue, proporcionalmente, la «Clínica Mayo de la Edad Media».

### Las drogas y el tratamiento médico
Razi, Avicena, al-Kindi, Ibn Rushd, Abu ul-Qasim, Ibn Zuhr, Ibn al-Baitar, Ibn al-Jazzar, Ibn Juljul, Ibn al-Quff, Ibn an-Nafs al-Biruni, Ibn Sahl y cientos de otros médicos musulmanes desarrollaron la terapia farmacológica y los medicamentos para el tratamiento de diversos síntomas y enfermedades. La palabra «droga» se deriva del árabe. Su uso práctico y la observación cuidadosa de sus efectos se extendieron rápidamente.
Los tratamientos farmacológicos se desarrollaron por primera vez en el mundo musulmán. Los médicos musulmanes han utilizado una amplia variedad de sustancias específicas para destruir microorganismos. Aplicaron de azufre por vía tópica en forma electiva para matar los ácaros responsables de la sarna.

### Alcohol medicinal
Muchos químicos musulmanes produjeron el alcohol de calidad medicinal por destilación en el siglo X y fabricados en gran escala los primeros dispositivos de destilación para su uso en la química. Utilizan alcohol como disolvente y antiséptico.

## Cirugía
Abu al-Qasim al-Zahrawi —Abulcasis—, considerado el padre de la cirugía moderna, ha contribuido en gran medida al desarrollo de la cirugía como disciplina médica con su Kitab al-Tasrif —La práctica en medicina—, una enciclopedia médica de 30 volúmenes publicada en el año 1000 que luego se tradujo al latín y se usó en las escuelas de medicina europeas durante siglos. El famoso al-Tasrif presentó una colección única de más de 200 instrumentos quirúrgicos. Muchos de estos instrumentos nunca se habían utilizado por otro cirujano. Hamidan, por ejemplo, enumeraba al menos veintiséis instrumentos quirúrgicos revolucionarios que no se conocían antes de Abulcasis. Entre los instrumentos quirúrgicos inventó los primeros instrumentos para la cirugía ginecológica y el catgut y diferentes tipos de pinzas de ligadura, agujas de sutura, escalpelos, curetas, retractores, fórceps quirúrgicos, sondas, ganchos, espéculos, sierra de huesos y yesos. Su trabajo también incluye descripciones anatómicas y secciones en la cirugía ortopédica y cirugía oftálmica. La influencia de Al-Tasrif finalmente condujo a la decadencia de los barberos cirujanos, que eran numerosos y que fueron reemplazados por cirujanos médicos en el mundo islámico.
Ibn al-Haytham (Alhazen) realizó un progreso significativo en la cirugía del ojo, cuando estudió correctamente y explicó el proceso de la visión y la percepción visual por primera vez en su libro de óptica, publicado en 1021. Avicena fue el primero en describir el procedimiento de intubación, que está destinado a facilitar la respiración, y también describió las «esponjas para dormir», esponjas impregnadas con sustancias aromáticas y narcóticas que debían colocarse debajo de la nariz del paciente durante los procedimientos quirúrgicos. También describió el primer tratamiento quirúrgico del cáncer y lo que indica que la escisión debe ser radical y que todos los tejidos enfermos debían ser eliminados, así como recomendar la amputación o la eliminación de venas que irrigan el tumor. Ammar ibn Ali al Mawsili también es conocido por la invención de la jeringa para inyección y la aguja hipodérmica para extraer la catarata que hizo posible la primera operación de cataratas.
Ibn al-Nafis dedicó un volumen del Tratado de Medicina a la cirugía. Describió las tres etapas de un procedimiento quirúrgico. El primer paso es la etapa preoperatoria que llama el «tiempo de presentación» cuando el cirujano hace un diagnóstico en el área del cuerpo del paciente enfermo. El segundo paso es la operación misma, que él llama «tiempo de tratamiento» cuando el cirujano repara los órganos enfermos del paciente. La tercera etapa es el periodo posoperatorio que él llama la «tiempo de conservación» cuando el paciente tiene que cuidar de él con el apoyo de las enfermeras y los médicos hasta que recobre la salud. El Tratado de Medicina fue también el primer libro sobre el decúbito de un paciente..

### Anestesiología
La anestesia moderna fue desarrollada por anestesistas musulmanes. Fueron los primeros en usar anestésicos por inhalación o por vía oral. En la España islámica Abu al-Qasim y Ibn Zuhr, entre otros cirujanos musulmanes, realizado cientos de procedimientos bajo anestesia por inhalación con el uso de esponjas empapadas en un narcótico y se colocan en la cara. Los médicos musulmanes también utilizaron durante la Edad Media el poder anestésico de los derivados del opio. Ibn Sina (Avicena) escribió sobre los usos médicos en sus obras que más tarde influyeron en la obra de Paracelso.

La ciencia médica ha hecho un gran descubrimiento y muy importante con el uso de anestesia general para procedimientos quirúrgicos y la anestesia ha sido efectiva y misericordiosa para todos los musulmanes que la han probado. Su efecto es bastante diferente del de las bebidas que los indios, los romanos y los griegos le han dado a sus pacientes para aliviar su dolor. Algunas denuncias han tratado de llevar este descubrimiento al crédito de un italiano o un alejandrino, pero la verdad es, y la historia lo demuestra, que el uso de la esponja anestésica es una técnica puramente musulmana que no fue previamente conocido. La esponja debe sumergirse en una mezcla hecha de cannabis, opio, Hyoscyamus y una planta llamada Zoan.

### Cirugía Experimental
Ibn Zuhr (Avenzoar) es considerado el padre de la cirugía experimental por haber introducido el método experimental en cirugía en su Al-Taisir. Él fue el primero en utilizar la experimentación con animales para desarrollar procedimientos quirúrgicos antes de aplicarlos a pacientes humanos. También dirigió la primera disección y el primer examen  post mortem en seres humanos así como en animales.

### Cirugía ocular

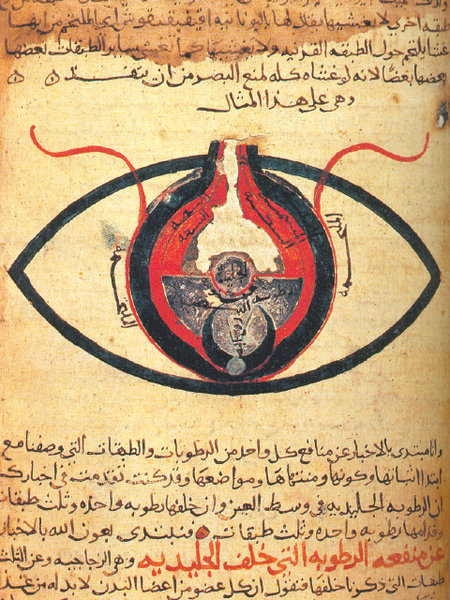
Manuscrito en árabe describiendo el ojo. Finales del.

### Traqueotomía
La técnica quirúrgica de la traqueotomía fue inventado por Ibn Zuhr (Avenzoar) en el siglo XIII.

## Instrumentos quirúrgicos

### Vendajes y yesos
Abu ul-Qasim al-Zahrawi en su Al-Tasrif (1000), describe la técnica moderna de yeso y vendas que todavía se utilizan en los hospitales en todo el mundo. El uso de yesos para las fracturas se convirtió en una práctica estándar para los médicos árabes, aunque esta práctica ha sido ampliamente adoptado en Europa en el siglo XIX. Abu ul-Qasim abogó por usar algodón como apósito para controlar el sangrado.

### Catgut y fórceps
El uso de catgut por Abu ul-Qasim —Abulcasis— para la sutura de heridas profundas todavía se practica en la cirugía moderna. El catgut parece ser la única sustancia natural que puede disolverse y ser tolerada por el cuerpo.
Abu ul-Qasim también inventó las pinzas para la extracción de un feto muerto, como lo demuestra Al-Tasrif.

### Cauterizadores y ligaduras
Un instrumento médico especial llamado cauterio, utilizado para la cauterización de las arterias, fue descrito por primera vez por Abu ul-Qasim en su  Kitab al-Tasrif. En su Al-Tasrif, Abu ul-Qasim defendió el uso de la ligadura de las arterias en lugar de la cauterización.

### Algodón y agujas quirúrgicas
Al-Zahrawi fue el primer cirujano en utilizar algodón (cuyo nombre se deriva de la palabra árabe qutn) como una compresa para el control de sangrado.
La aguja de sutura fue inventada y descrita por Abu ul-Qasim en su Al-Tasrif.

### Jeringas y agujas hipodérmicas
El cirujano iraquí Ammar ibn Ali al-Mawsili inventó la primera aguja hueca y la primera jeringa para inyección en el año 1000 hecha de un tubo de vidrio así como el uso de succión para eliminar la catarata del ojo de un paciente en el curso de intervención quirúrgica.

### Otros instrumentos
Otros instrumentos quirúrgicos inventados por Abu ul-Qasim y descritos por primera vez en el Al-Tasrif (1000) son el bisturí, la cureta, retractores, fórceps quirúrgico, sondas, ganchos y espéculos y la sierras de hueso.

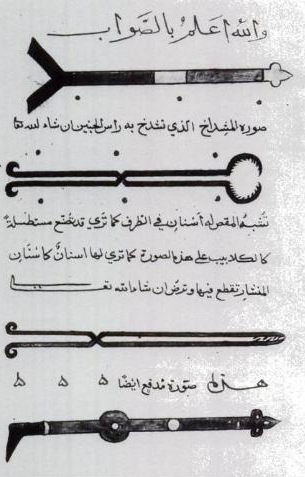
Ilustración de los instrumentos medievales musulmanes quirúrgicos del médico Abulcasis (enciclopedia médica del de Kitab al-Tasrif).

- Sierra de hueso: Inventado por Abu ul-Qasim.
- Cirugía de cáncer: Avicena es el primero en describir en su Canon de medicina los métodos para el tratamiento de ciertos cánceres. Escribe que la ablación debe ser la última solución y que todo el tejido enfermo debe ser eliminado, incluidas las venas que conducen al tumor. También recomienda la cauterización del área a ser tratada si es necesario.
- Sutura: Abu ul-Qasim, cirujano árabe, se dio cuenta en el siglo X, de la capacidad de desintegración de las cadenas básicas del intestino después de que un mono hubiese comido accidentalmente cuerdas de un laúd.
- Extracción del feto: Abu ul-Qasim es el primero en describir el procedimiento quirúrgico para la extracción del feto por medio de un fórceps.

## Terapéutica

### Aromaterapia
La destilación fue inventado por Avicena a principios del siglo XI para la producción de aceites aromáticos que se utiliza en aromoterapia. En consecuencia, se considera uno de los pioneros de esta rama de la medicina.

### Tratamiento contra el cáncer
En el área de los tratamientos contra el cáncer no entrenados, Avicenne describió los primeros tratamientos contra el cáncer conocidos en la Canon of Medicine : un método quirúrgico que implica la amputación o extirpación de las venas y otro que utiliza medicamentos basados en una mezcla de plantas llama "Hindiba" que Ibn al-Baitar más tarde identificado como que tiene propiedades anti-cáncer y también podría tratar otros tumores y enfermedades neoplásicas. Después fue admitido su utilidad en el tratamiento de trastornos neoplásicos (aunque en disputa), el Hindiba fue patentado en 1997 por Cero Sari, Hanzade Dogan y John K. Snyder.

### Productos químicos
Al-Razi (Rhazes) fue un pionero de tratamientos farmacológicos del siglo X, cuando se introdujo el uso de productos químicos y fármacos como medicamentos. Estos productos químicos comprenden el ácido sulfúrico, el cobre, las sales de mercurio, de arsénico, las sales de amoníaco, el oro, la escoria, la tiza, la arcilla, el coral, las perlas, el alquitrán, el betún y el alcohol.

### Cromoterapia
Avicenna, que creía que el color era de vital importancia para el diagnóstico y el tratamiento , escribió importantes contribuciones a la cromoterapia en el Canon of Medicine. Escribió que "el color es un síntoma de la enfermedad" y también ha desarrollado un cuadro que establece las relaciones entre el color y la temperatura corporal, así como la condición física. También estudió el poder curativo de los colores y fue "el primero en establecer que la elección de un color contrario a una enfermedad específica resultó en una falta de efecto terapéutico".. Como ejemplo, observó que una persona que estaba sangrando no debe mirar los objetos de color rojo brillante y no debe exponerse a una luz roja porque "esta visión estimuló la sangre" la calmó y disminuyó del flujo sanguíneo.

### Hirudoterapia
La hirudoterapia, el uso de las sanguijuelas para uso médico, fue introducido por Avicena en el Canon de la medicina (1020 años). Consideró que la aplicación de sanguijuelas era más útil que el uso de ventosas para extraer la sangre de las partes más profundas del cuerpo. También propuso el uso de sanguijuelas para el tratamiento de enfermedades de la piel. El uso de sanguijuelas se convirtió en un método terapéutico popular en la Edad Media debido a la influencia del Canon. Se ha propuesto un uso más moderno de sanguijuelas en la medicina del siglo XII por Abd-al-Latif quien escribió que las sanguijuelas se podrían utilizar para la limpieza de los tejidos después de la cirugía. Sin embargo, entendió que el uso de sanguijuelas representaba un riesgo, por lo que aconsejó a los pacientes que limpiaran las sanguijuelas antes de usarlas y recomendó que los restos de tierra se eliminaran antes de la aplicación. También escribió que cuando la sanguijuela había terminado de chupar la sangre, la sal debe ser rociada sobre la parte del cuerpo donde se habían aplicado estas.

### Fisioterapia
Los doctores musulmanes habían desarrollado una estrategia terapéutica que comenzaba con dieta y fisioterapia , si este primer paso no tenía un efecto beneficioso para el paciente, entonces prescribían medicamentos y, a falta de resultados, entonces recurrido a la cirugía . La fisioterapia prescrita por los médicos musulmanes generalmente incluía ejercicios físicos y baños. Los médicos musulmanes y árabes desarrollaron un elaborado sistema de dieta que comenzó con la constatación de que era consciente de las deficiencias nutricionales y la buena nutrición.fueron elementos importantes del tratamiento. Los medicamentos se dividieron en dos grupos: medicamentos únicos y medicamentos compuestos. Como conocían los riesgos de la interacción entre las drogas, primero usaron drogas simples, en ausencia de un efecto, los medicamentos compuestos se usaron luego, (productos hechos de dos o más compuestos) y en el caso fracaso de estos métodos conservadores, la cirugía se prevé como último recurso.

### Fitoterapia
En medicina herbolaria , Avicena introdujo el uso médico del  tejo en el Canon de Medicina. Le dio a esta planta medicinal el nombre de zarnab y la usó como remedio para el corazón. Este fue el primer uso conocido de un medicamento antagonista de calcio que se ha utilizado en Occidente hasta la década de 1960.

## Urología
Los médicos del mundo islámico han hecho muchos avances en el campo de la urología.  Muhammad ibn Zakarīya Rāzi introdujo métodos de análisis de orina y de heces, mientras que otros médicos se interesaron en la atención médica y el tratamiento de cálculos renales, inflamaciones, infecciones y disfunción sexual. Inventaron nuevas técnicas quirúrgicas para el tratamiento de los cálculos de la vejiga, así como para las anormalidades del pene y el escroto, utilizando técnicas que todavía practican los médicos modernos. También fueron los primeros en experimentar con medicamentos para el tratamiento de muchos trastornos urológicos.

### Litotomía
En el campo de litotomía, Abulcasis ha realizado con éxito la primera extracción de un cálculo de la vejiga usando un nuevo instrumento que había inventado un bisturí para litotomía de doble filo y una nueva técnica de su invención, la Cistolitotomía perineal, lo que le permitió aplastar un cálculo grande en la vejiga antes de extraerlo , con el resultado de que la tasa de mortalidad observada previamente se redujo significativamente en los intentos anteriores en ancianos.

### Sexología
En el área de la salud sexual, médicos y farmacéuticos musulmanes identificaron problemas de disfunción sexual y la impotencia sexual, y ellos fueron los primeros en recetar medicamentos para estos problemas. Han desarrollado varios métodos de tratamiento para estos trastornos, incluido un método donde solo se receta un medicamento y una "combinación de medicamentos y dieta". Estas drogas también se usan ocasionalmente como drogas recreativas para mejorar la sexualidad masculina y generalmente utilizadas por aquellos que no sufren de disfunción sexual. La mayoría de estos medicamentos se usaron por vía oral, aunque un pequeño número de pacientes también se trataron con agentes tópicos y transuretrales. Las disfunciones sexuales son tratados con medicamentos con experiencia en el mundo islámico desde el siglo IX hasta el siglo XV por un número de médicos y farmacéuticos musulmanes, incluyendo al-Razi, Thabit bin Qurra, Ibn Al-Jazzar, Avicena ( ElCanon of Medicine ), Averroes, Ibn al-Baitar e Ibn al-Nafis (Tratado de Medicina)

## Otras contribuciones medievales
Otras contribuciones médicas introducidas por primera vez por los médicos musulmanes incluyen el descubrimiento del sistema inmune, la introducción a la microbiología, el uso de la experimentación animal y la combinación de la medicina con otras ciencias (particularmente la agricultura, la botánica, la química y farmacología, y la creación de la primera farmacia en Bagdad (754), la separación entre la medicina y la farmacia en el siglo XII y el descubrimiento de al menos 2000 sustancias medicamentosas. Se han producido otros avances en la medicina en los campos de la farmacología y la farmacia y en las siguientes áreas de las ciencias biomédicas:

### Botánica y Ciencias Ambientales
Los musulmanes han desarrollado un enfoque científico de la botánica y la agricultura basado en tres elementos principales: sofisticados sistemas de rotación de cultivos, técnicas de riego altamente desarrolladas y la introducción de una amplia variedad de cultivos que se han estudiado y desarrollado, catalogados según la temporada, el tipo de tierra y la cantidad de agua que necesitan. Se escribieron numerosas enciclopedias sobre botánica, con gran precisión en los detalles. Al-Dinawari (828-896) es considerado el fundador de la Botánica Árabe con su «Libro de plantas» en el que describió al menos 637 plantas y traza la evolución de las plantas desde el nacimiento hasta la muerte, la descripción de las fases de crecimiento de las plantas y la producción de flores y frutas..
Al principio del siglo XIII, el biólogo Andalous, originalmente de Arabia, Abu al-Abbas al-Nabati desarrolló el primer método científico en botánica, con la introducción de técnicas empíricas y experimentación para la descripción y la identificación de numerosos materiales médicos, separando conocimiento verificado de aquellos cuyo efecto fue demostrado por observaciones y experimentos reales. Su alumno Ibn al-Baitar publicó Kitab al-Jami fi al-Adwiya al-Mufradaque se considera una de las mejores compilaciones botánicas de la historia y ha sido una autoridad en el campo de la botánica durante siglos. Enumera al menos 1400 plantas diferentes, utilizadas para la alimentación y la terapia, de las cuales 300 fueron descubrimientos originales del autor. El Kitab al-Jami fi al-al-adwiya Mufrada también tuvo una gran influencia en Europa después de que fue traducido al latín en 1758.
Los libros más antiguos conocidos en la ecología y ciencias ambientales, incluyendo la contaminación, fueron escritos en árabe por Al-Kindi , Qusta ibn Luqa, al - Razi, Ibn Al-Jazzar, al-Tamimi, AL -Masihi, Avicena, Ali ibn Ridwan e Ibn Jumay, Isaac Israeli , Abdel-Latif , Ibn al-Quff e Ibn al-Nafis . Su trabajo se centró en una serie de temas relacionados con la contaminación, tales como la contaminación del aire , la contaminación del agua, contaminación del suelo , mala gestión de los residuos domésticos y su impacto en el medio ambiente de determinadas localidades. Córdoba, al-Ándalus, también inventó los primeros contenedores y la gestión de residuos.

### Pediatría y Desarrollo Infantil
Ali Ibn Sahl Rabban al-Tabari fue un pionero de la pediatría y la investigación en el campo del desarrollo infantil que él mencionó en su al-Hikmah Firdous.
Su alumno Muhammad ibn Zakariya Razi (Rhazes) es considerado el padre de la pediatría al escribir «Enfermedades del niño», el primer libro para tener en cuenta la pediatría como un campo independiente de la medicina.

### Endocrinología
En el campo de la endocrinología , Avicena (980-1037) presentó una descripción detallada de la diabetes mellitus en el Canon de medicina, "describiendo el apetito anormal y el colapso de las funciones sexuales y notó el sabor dulce de la orina de diabéticos ". Al igual que Arété de Capadocia antes que él, Avicena identificó diabetes esencial y diabetes secundaria. También describió la gangrena diabética y la diabetes tratada con una mezcla de altramuz, trigonella ( fenogreco ) y semillas de zedariaque causa una reducción considerable en la excreción de azúcar, un tratamiento que aún se prescribe en los tiempos modernos. Avicena también describió la diabetes insípida de manera muy precisa por primera vez, aunque no fue hasta mucho más tarde cuando Johann Peter Frank (1745-1821) hizo la distinción entre diabetes mellitus y diabetes insípida.
En el siglo XII, Al-Jurjani proporciona la primera descripción de la enfermedad de graves después de observar la asociación de bocio y un  exoftalmos en su Tesauro of the Sha of Khwarazm (Report del rey de Khwarazm'), el diccionario médico de referencia de la época. Al-Jurjani también estableció una asociación entre el bocio y palpitación.

### Oftalmología
Artículo principal: Oftalmología en la civilización islámica medieval .

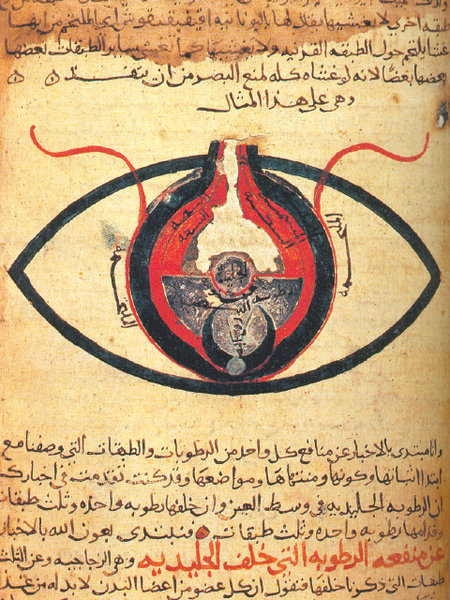
Un manuscrito árabe, que data de 1200, titulado Anatomy of the Eye, escrito por al-Mutadibih

De todas las ramas de la medicina islámica, la oftalmología ha sido uno de los campos más avanzados. Experimentaron con instrumentos especiales utilizados para operaciones en esta cirugía especializada. Sus innovaciones han sido numerosas, entre ellas, la jeringa de inyección , inventada por el médico iraquí Ammar ibn Ali, de Mosul, que se utilizó para la extracción mediante aspiración blanda de la catarata. En la cirugía de cataratas, Ammar ibn Ali intentó la primera extracción de la catarata mediante aspiración. Introdujo una aguja hipodérmica montada en una jeringa de metal hueco a través de la esclerótica y extrajo con éxito cataratas por aspiración.
Ibn al-Haytham (Alhacen) hizo contribuciones importantes a la oftalmología y cirugía ocular, ya que estudió y explicó correctamente el proceso de visión y percepción visual por primera vez en su «Tratado óptico» , publicado en 1021. También fue el primero para referirse a la retina y su implicación en el proceso de formación de la imagen.
Ibn Nafis, en su «Oftalmología Experimental Precisa», reveló que los músculos oculomotores, detrás del globo ocular no están en contacto con el nervio oftálmico y el nervio óptico pasa cerca, pero no toca ninguno de ellos. También descubrió muchos tratamientos nuevos para el glaucoma y trastornos de la visión en un ojo mientras que el otro ojo se ve afectado por la enfermedad.

### Psiquiatría y Psicología
Artículo principal: Psicología en la civilización islámica medieval .
Los primeros hospitales psiquiátricos y manicomios fueron construidos en el mundo islámico desde el siglo VIII. Los primeros hospitales psiquiátricos fueron construidas por los musulmanes árabes en Bagdad en el año 705, en Fez al principio del siglo VIII y en El Cairo en 800. Otros hospitales psiquiátricos famosos fueron construidos en Damasco y Alepo en 1270. A diferencia de los médicos cristianos medievales que se basaron en explicaciones demonológicas de la enfermedad mental, los médicos musulmanes medievales se basaron principalmente en la psiquiatría clínica y sus observaciones clínicas en enfermos mentales. Han logrado un progreso significativo en psiquiatría y fueron los primeros en ofrecer psicoterapia y tratamiento moral para los enfermos mentales, además de otras formas nuevas de tratamiento, como baños, tratamientos farmacológicos, musicoterapia y terapia ocupacional.
El concepto de "salud mental" e "higiene mental" fue introducido por el médico musulmán Ahmed Ibn Sahl al-Balkhi (850-934). En su Masalih al-Abdan wa al-Anfus ("Apoyo al cuerpo y al alma"), fue el primero en buscar con éxito enfermedades relacionadas con el cuerpo y la mente y argumentar que "si la mente se enferma, el cuerpo también puede no encontrar ninguna alegría en la vida y, finalmente, se puede desarrollar una enfermedad física. ". Al-Balkhi también ha sido un pionero en psicoterapia, psicofisiología y medicina psicosomática. Reconoció que el cuerpo y el alma pueden estar sanos o enfermos, o "equilibrados o desequilibrados" y que las enfermedades mentales pueden tener causas psicológicas y / o fisiológicas. Escribió que este desequilibrio del cuerpo puede provocar fiebre, dolores de cabeza y otras enfermedades físicas, mientras que el desequilibrio del alma puede provocar enojo, ansiedad, tristeza y otros síntomas mentales. Reconoció dos tipos de depresión: Una forma causada por razones conocidas tales como la pérdida o el fracaso que se pueden tratar psicológicamente y otro causadas por razones desconocidas, tal vez por razones fisiológicas que pueden ser tratadas a través de la medicina física.
Najab ud-din Muhammad describió en el siglo X una serie de enfermedades mentales en detalle. Puso mucho cuidado en sus observaciones de los enfermos mentales que compiló en un libro que era "la clasificación más completa de enfermedades mentales conocida hasta la fecha" . Las enfermedades mentales descritos por primera vez por Najab incluyen depresión agitada, la neurosis, el priapismo y la impotencia sexual (Nafkhae Malikholia), la psicosis ( Kutrib ) y manía ( Dual Külb ), síntomas que se asemejan a la esquizofrenia. También se informaron en adelante literatura médica árabe.
Muhammad ibn Zakarīya Rāzi (Rhazes) y al-Balkhi fueron los primeros doctores en estudiar psicoterapia. Especialmente Razi hizo un progreso significativo en la psiquiatría en su texto histórico de Al-Mansouri y Al Hawi a x ª siglo que presentó definiciones, síntomas y tratamiento de los problemas relacionados con la salud mental y la enfermedad mentales . También dirigió la sala de psiquiatría de un hospital de Bagdad . En el momento ninguna institución de este tipo podría existir en Europa, por temor a la posesión demoníaca.
En al-Ándalus , Abu al-Qasim (Abulcasis) el padre de la cirugía moderna, materiales y técnicas que todavía se utilizan en los países desarrollados la neurocirugía. Ibn del mediodía (Avenzoar) dio las primeras descripciones precisas de los trastornos neurológicos , incluyendo la meningitis , la tromboflebitis intracraneal y los tumores del mediastino y hecho contribuciones al neurofarmacología moderna. Averroes sugirió la existencia de la enfermedad de Parkinson y atribuyó a los fotorreceptores las propiedades de la retina .Maimonides ha escrito un artículo sobre trastornos neuropsiquiátricos y describe la rabia y la intoxicación con belladona.
Ibn al-Haytham es considerado por algunos como el fundador de la psicología experimental y la psicofísica por su trabajo pionero en la psicología , la percepción visual en el libro de la óptica. En el libro III del tratado , Ibn al-Haytham fue el primer científico en hacer avanzar la idea de que la visión ocurría más en el cerebro que en los ojos. Indicó que la experiencia personal tiene un efecto sobre lo que la gente ve y cómo lo ven, y la visión y la percepción son subjetiva. Con al-Kindi e Ibn al-Haytham,Al-Biruni era también un pionero de la psicología experimental y fue el primero en describir empíricamente el concepto de tiempo de reacción.
Avicenna ha sido pionera en psicofisiología y medicina psicosomática. Se presentó la "psicofisiología" en el tratamiento de enfermedades que implican emociones, y desarrolló una combinación de cambios en el sistema de los latidos del corazón con los sentimientos que se considera el precursor de la prueba de asociación de palabras atribuida a Carl Jung. Avicena también fue un pionero de la neuropsiquiatría. Fue el primero en describir una gran cantidad de afecciones neuropsiquiátricas, que incluyen alucinaciones , insomnio , manía, pesadillas, melancolía , demencia , epilepsia,parálisis , apoplejía , vértigo y temblor.

### Reumatología
En reumatología , Muhammad ibn Zakariya Razi informó de un estudio de caso en la psicoterapia musulmanes médico contemporáneo x ª siglo que trató a una mujer que sufre de severos calambres en las articulaciones que le impedían levantarse. El doctor la había sanado levantándose la falda y causando una reacción de vergüenza. Él escribió: «Esta es la ola de calor que se produce en ella que se disolvió el humor reumática».

### Zoología
En zoología en el campo de la biología , los biólogos musulmanes han desarrollado teorías sobre la evolución y la selección natural que se han enseñado ampliamente en las escuelas islámicas medievales. John William Draper , contemporáneo de Charles Darwin , consideró que la "teoría mahometana de la evolución" fue "mucho más allá de lo que estamos dispuestos a hacer, incluso extendiendo esta teoría a compuestos inorgánicos o al mundo mineral " . Según al-Khazini , estas ideas sobre la evolución se han difundido ampliamente entre la "gente común" en el mundo islámico desde el siglo XII.
El primer biólogo musulmán que desarrolló una teoría sobre la evolución fue Al-Jahiz (781-869). Evocó los efectos del ambiente sobre las posibilidades de supervivencia de un animal y describió por primera vez el origen de la especie , ha sentido la idea de la selección natural. Al-Jahiz también fue el primero en hablar sobre la cadena alimentaria y fue uno de los primeros proponentes del determinismo ambiental, argumentando que el medio ambiente puede determinar las características físicas de las personas en una comunidad y que orígenes de las diferencias de color de la piel los seres humanos son el resultado de factores ambientales.
Ibn al-Haytham escribió un libro en el que defendía el evolucionismo (pero no la selección natural) y muchos otros eruditos y científicos musulmanes como Ibn Miskawayh, Ikhwan al-Safa , al-Khazini , Abū Rayhān al-Bīrūnī , Nasir al-Din Tusi e Ibn Khaldun , discutieron y desarrollaron estas ideas. Traducido al latín, estas obras comenzaron a circular en Occidente después del Renacimiento y parecen haber tenido un impacto en la ciencia occidental.
Los al-Fawz al-Asghar Ibn Miskawayh y hermanos Enciclopedia de la pureza del Hermanos de la Pureza expresan la evolución de las ideas sobre cómo las especies evolucionaron a partir de la materia, vapor, luego agua, a minerales, luego plantas, animales, homínidos y humanos . Este trabajo fue conocido en Europa y probablemente tenía una influencia sobre el darwinismo.